# Detective Conan - Solo nei suoi occhi
Detective Conan - Solo nei suoi occhi (名探偵コナン 瞳の中の暗殺者?, Meitantei Konan - Hitomi no naka no ansatsusha, lett. "Detective Conan - L'assassino negli occhi"), conosciuto anche con il titolo internazionale Detective Conan: Captured in Her Eyes, è un film d'animazione del 2000 diretto da Kenji Kodama.
Si tratta del quarto film dedicato alla serie anime Detective Conan, uscito in Giappone il 22 aprile 2000.
L'ospedale universitario a Itabashi ha fatto da consulente alla produzione su psichiatria e cardiochirurgia.

## Trama
Il film ha inizio con un flashback in cui Shinichi andò con Ran al parco divertimenti "Tropicolandia", raccontando poi la vicenda che lo portò ad essere Conan Edogawa. Nel presente, i Detective Boys assistono in città all'omicidio di un investigatore, non riuscendo però a catturare il colpevole: l'unico indizio utile è il fatto che l'assassino usi la mano sinistra. Alcune ore più tardi, viene ritrovato il cadavere di un agente di polizia. All'indomani, durante la festa per l'imminente matrimonio della sorella minore dell'ispettore Shiratori, viene fatto esplodere un ordigno causando un black-out nel palazzo. Ran e l'agente Sato, che erano nei bagni al momento dell'esplosione, trovano una torcia accesa ma usandola rivelano la posizione all'assassino. Sato viene gravemente ferita, mentre Ran è in grave stato di shock in seguito all'accaduto. Mentre entrambe sono ricoverate in ospedale, Conan nota che la pistola utilizzata è la stessa dei precedenti omicidi, una comune 9 mm. Tuttavia, il test del guanto di paraffina, effettuato su tutti i presenti all'evento, non dà risultati. Ran, dopo il tragico avvenimento, ha un'amnesia e viene affidata al dottor Kyosuke Kazato, psichiatra spesso collaboratore della polizia e presente alla festa.
La gravità dei fatti spinge l'ispettore Megure a coinvolgere Kogoro nelle indagini, rivelando che l'autore dei delitti è probabilmente una persona interna alla polizia. I sospetti sono motivato dal fatto che i recenti omicidi siano collegati ad un caso dell'anno prima, riguardante la morte del dottor Tamotsu Jinno: era un primario di cardiochirurgia, trovato morto in casa dalla sorella minore Tamaki. La circostanza in cui venne rinvenuto il cadavere, sgozzato con un bisturi che aveva in mano, fece pensare al suicidio, dovuto ai sensi di colpa per un'operazione finita male, ma l'ipotesi fu smentita dalla sorella: il dottore, oltre che poco competente sul lavoro, era anche deprecabile umanamente. Ran intanto dà segni di miglioramento, così Kogoro e Megure decidono di farsi aiutare nell'indagine sperando che la ragazza recuperi la memoria e possa fornire indizi. Mentre stanno aspettando il treno, nascosto tra la folla, l'assassino la spinge sui binari ma Conan riesce a salvarla in tempo. Notando un ombrello nel palazzo dove si è svolta la festa, il bambino scopre come il colpevole abbia sparato senza lasciare tracce.
Ran, tramite alcune foto, ricorda di essere stata con Shinichi al parco divertimenti e accetta di tornarci insieme a Kogoro, Sonoko, Agasa e i Detective Boys per aiutarli nella ricerca dell'assassino. I ragazzi riescono a far arrestare un uomo, ma l'interrogatorio condotto da Megure rivela che non è lui il colpevole. Conan, che ha seguito di nascosto il gruppo, scopre il vero responsabile che tenta nuovamente di eliminare Ran. Dopo un inseguimento per tutto il parco, il ragazzo rivela la vera identità del colpevole: lo psichiatra Kazato. Fino all'anno precedente, questi era un brillante chirurgo, ma durante un'operazione Jinno lo ferì alla mano sinistra e Kazato cambiò specializzazione divenendo uno psicologo. Quando scoprì che Jinno lo aveva ferito volutamente, lo uccise inscenando un suicidio. Lo spruzzare della fontana d'acqua fa tornare la memoria a Ran, anche durante l'aggressione alla festa il bagno era allagato, che, insieme a Conan, neutralizza il killer facendolo poi arrestare.

## Colonna sonora
Il musicista Katsuo Ōno ha realizzato ventotto nuove tracce sonore, utilizzate in seguito anche nel corso della serie televisiva. La sigla finale è Anata ga iru kara (あなたがいるから? "Perché ci sei tu"), di Miho Komatsu.

## Distribuzione

### Edizione italiana
In Italia il film è stato solo trasmesso in televisione. Il doppiaggio italiano è stato eseguito dalla Merak Film e diretto da Loredana Nicosia e Graziano Galoforo su dialoghi di Antonella Marcora e Cristina Robustelli. Nonostante l'unico doppiaggio, che non è censurato, esistono tre versioni diverse per quanto riguarda il montaggio del video.
La prima versione è stata trasmessa su Italia Teen Television (Sky) il 26 dicembre 2005 e successivamente replicata su Hiro (Mediaset Premium) e nel 2017 su Italia 2. In questa versione, priva di censure video, sono state mantenute la sigla finale originale e l'introduzione che riassume l'inizio della storia del manga, presente in ogni film seppur con qualche differenza. La sigla finale però non ha le immagini originali, sostituite da un fermo immagine dell'ultima scena prima di essa.
Esiste poi una versione divisa in cinque parti di venti minuti circa, trasmessa su Italia 2 dal 23 al 27 giugno 2012 (prima visione in chiaro del film). In questa versione non è stata mantenuta la sigla originale, ma è stata invece utilizzata come sigla sia iniziale che finale di ogni parte la prima sigla italiana, Detective Conan di Giorgio Vanni, nella prima versione video usata per la serie televisiva. L'introduzione non è presente e l'epilogo, che nell'originale è dopo la sigla di chiusura, è stato spostato prima di essa. Questa versione presenta inoltre alcune censure video, per esempio: è stato applicato uno zoom con un fermo immagine a un poliziotto morente per coprire la ferita sanguinante, è stata in gran parte tagliata la scena in cui l'assassino spara a un agente applicando la tecnica del fermo immagine, sono state tagliate la scena in cui Ran si guarda le mani sporche di sangue o ancora e quella in cui si vede l'agente ferita sanguinante.
La terza versione è una seconda versione intera, trasmessa su Italia 2 il 10 ottobre 2012. Quest'ultima ha sempre la prima sigla italiana, sia in apertura che in chiusura, con immagini prese dalla prima versione video usata per la serie televisiva e dall'introduzione di questo film. L'introduzione stessa è stata tagliata anche in questa versione e l'epilogo è stato spostato prima della sigla finale. Questa versione ha anche le stesse censure di quella divisa in parti.
Nel doppiaggio italiano la frase "Need not to know", che nell'originale è appunto ripetuta in inglese, è stata doppiata in italiano come "Lei non deve sapere". Il nome del luna park, che nell'originale è "Tropical Land" in inglese, è stato tradotto con "Tropicolandia".

### Edizioni home video
In Giappone il film è stato pubblicato da Shogakukan in DVD il 24 gennaio 2001 e in VHS il 21 aprile 2001. Dopodiché, il film è stato pubblicato da Being con l'etichetta B-vision in una nuova edizione in DVD il 25 febbraio 2011 e in Blu-ray Disc il 26 agosto 2011. In Italia non è mai stato pubblicato per l'home video.

## Accoglienza

### Incassi
Il film ha incassato 2 miliardi e 500 milioni di yen, ovvero circa 17 milioni di euro, classificandosi al quarto posto dei film giapponesi con il maggior incasso in patria nel 2000.

## Versione a fumetti
Con i fotogrammi del film è stato prodotto un anime comic in due volumi dal titolo Gekijōban Meitantei Conan - Hitomi no naka no ansatsusha (劇場版 名探偵コナン 瞳の中の暗殺者?, Gekijōban Meitantei Konan - Hitomi no naka no ansatsusha, "Detective Conan - Il film - L'assassino negli occhi"). La "prima parte" (上?, jō) è stata pubblicata da Shogakukan il 18 settembre 2000 (ISBN 4-09-124877-2), la "seconda parte" (下?, ge) il 18 ottobre dello stesso anno (ISBN 4-09-124878-0). Un'edizione in volume unico è stata poi pubblicata sempre da Shogakukan il 17 febbraio 2006 (ISBN 4-09-120307-8).